# Американська бібліотека
Американська бібліотека імені Віктора Китастого НаУКМА  — структурний підрозділ наукової бібліотеки в Національному університеті «Києво-Могилянська академія». Бібліотека містить колекцію наукової, довідкової, художньої літератури США а також колекцію мультимедіа, в тому числі DVD-фільмів.

## Історія створення

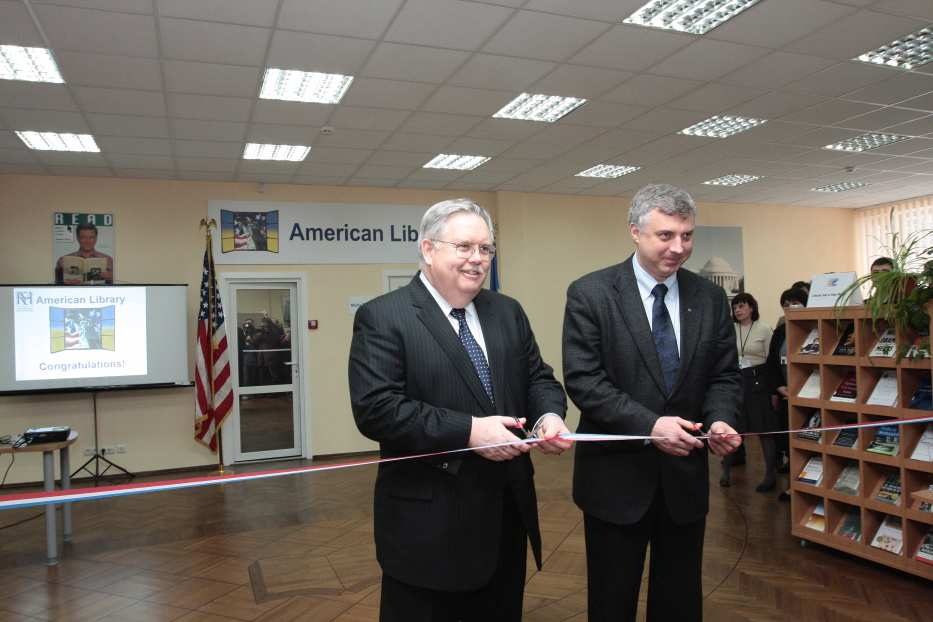
Посол США в Україні Джон Ф. Теффт та Президент НаУКМА Сергій М. Квіт офіційно відкривають оновлену Американську бібліотеку 18 лютого 2010 р.

Американська бібліотека імені Віктора Китастого працює у Національному університеті «Києво-Могилянська академія» з 1998 р. Вона постала як правонаступниця Бібліотеки Дому Америки в Україні, що діяла в Києві у 1993—1998 рр. Американська бібліотека є підрозділом Наукової бібліотеки НаУКМА. Бібліотека посідає чільне місце в мережі 27-ми інформаційних центрів «Вікно в Америку», відкритих у більшості областей України.

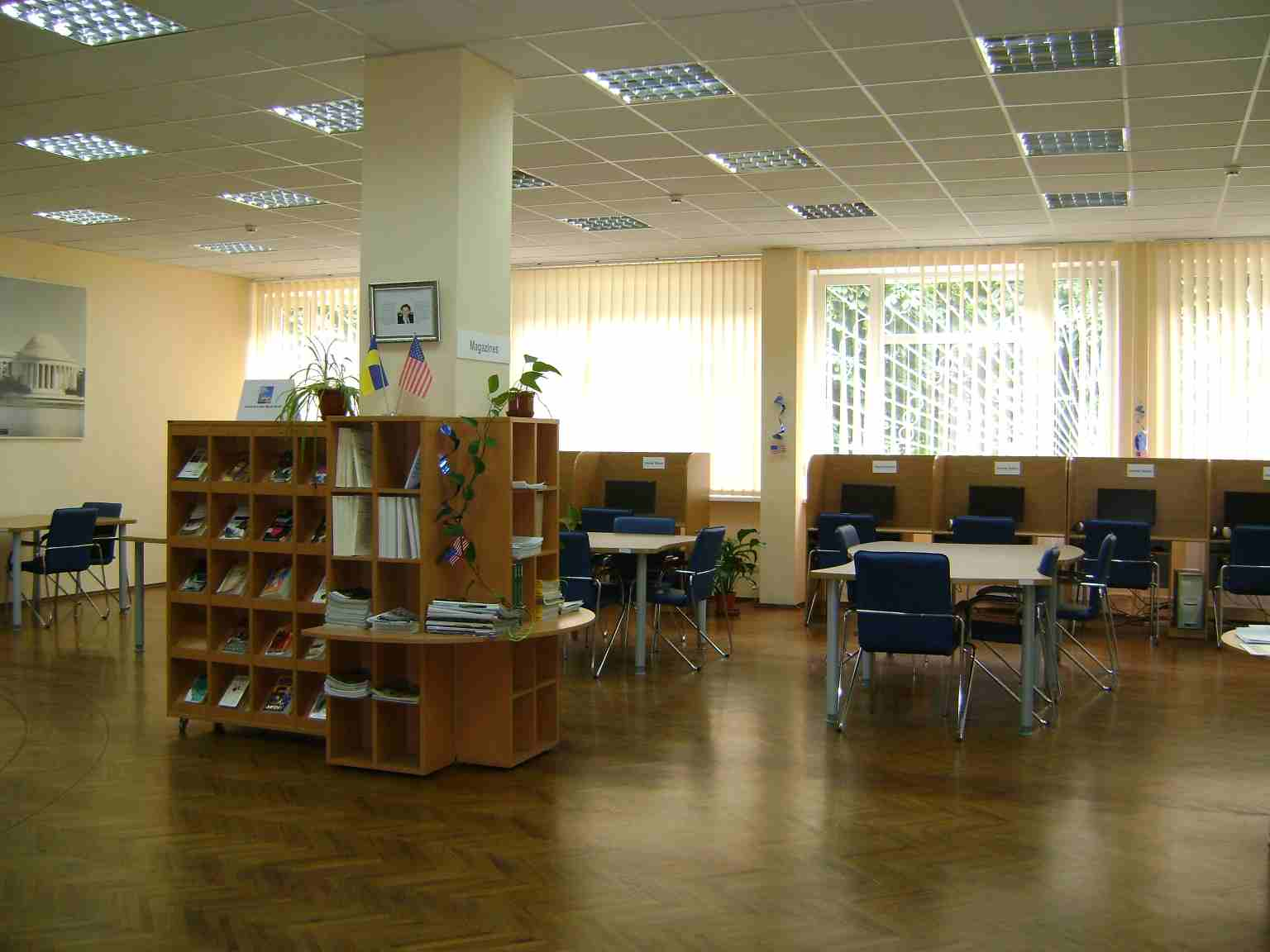
Американська бібліотека НаУКМА: читацька зона

Значний внесок у становлення Американської бібліотеки зробив Віктор Китастий, науковець і дипломат, перший директор Дому Америки в Україні, Почесний доктор Києво-Могилянської академії. На відзначення цього внеску і в пам'ять громадянина Америки і патріота України, з 2001 року бібліотека носить ім'я Віктора Китастого.

## Ресурси та послуги

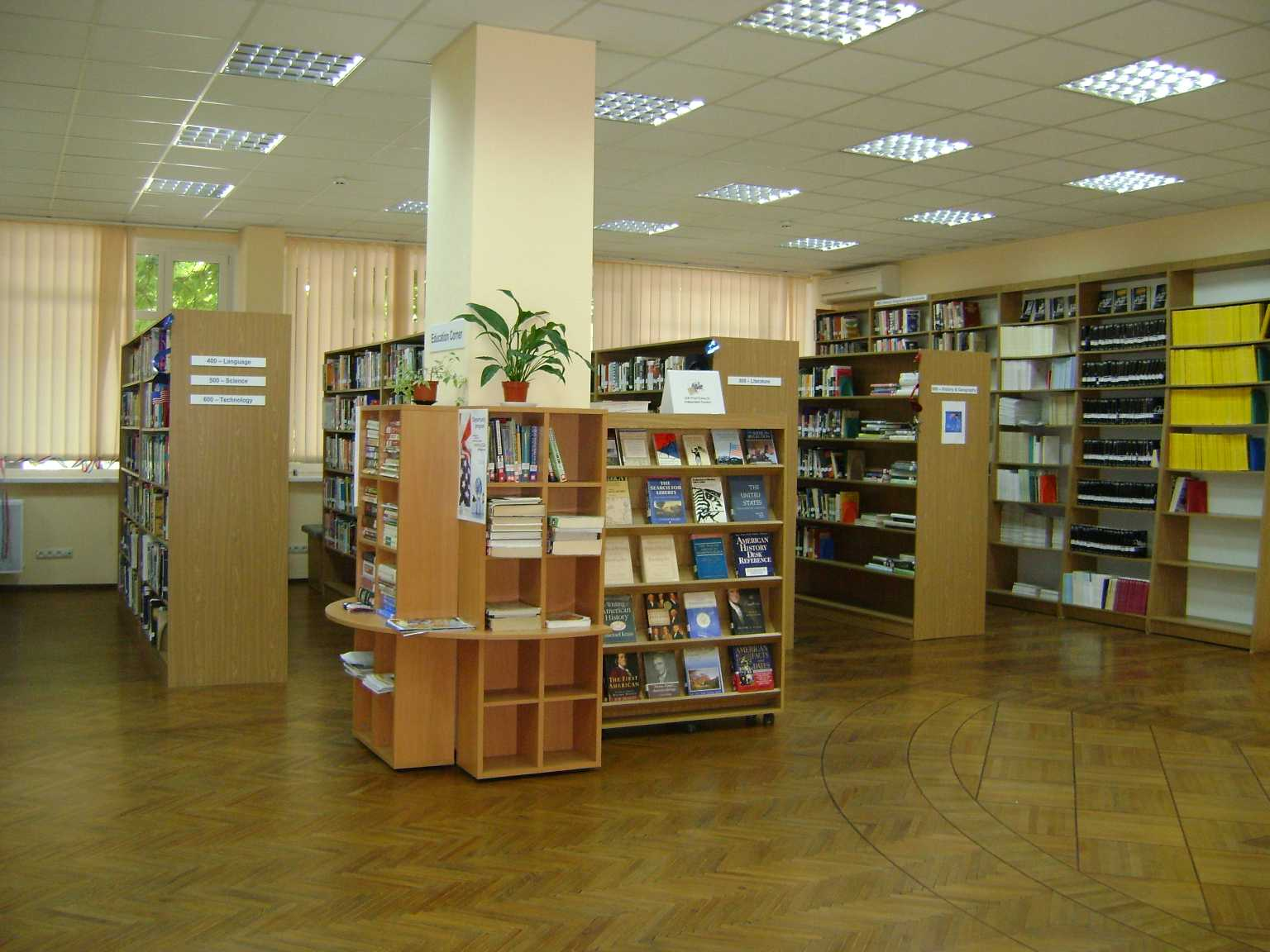
Американська бібліотека НаУКМА: зона зібрань

Сьогодні Американська бібліотека НаУКМА — знана й авторитетна публічна бібліотека з майже 10-тисячною колекцією найкращих зразків наукової, довідкової, художньої літератури США. Крім друкованих видань, бібліотека пропонує користувачам колекцію мультимедіа, в тому числі DVD-фільмів, вільний доступ до Інтернету, а також до розмаїття електронних видань, передплачених університетом. Зібрання бібліотеки повністю представлені в електронному каталозі. Бібліотека також віртуально доступна через власну вебсторінку.
Читачі мають можливість брати участь у Кіновечорах щоп'ятниці, заходах програми Освіта у США та інших культурних програмах, що сприяють кращому розумінню США. Регулярні виступи американських фахівців, працівників Посольства, науковців програми Фулбрайт та інших американських громадян сприяють покращенню взаєморозуміння між американським та українським народами.
Серед чотирьох з половиною тисяч читачів бібліотеки — не лише могилянці: її послугами користуються студенти, викладачі та науковці з усього Києва, інших міст та сіл України, адже користувачем бібліотеки може стати кожен, хто досяг повноліття. Серед читачів є й громадяни інших країн, які мають потребу в інформації про США та послугах бібліотеки. Щодня бібліотеку відвідують в середньому 70 користувачів.

### Співпраця з Посольством США

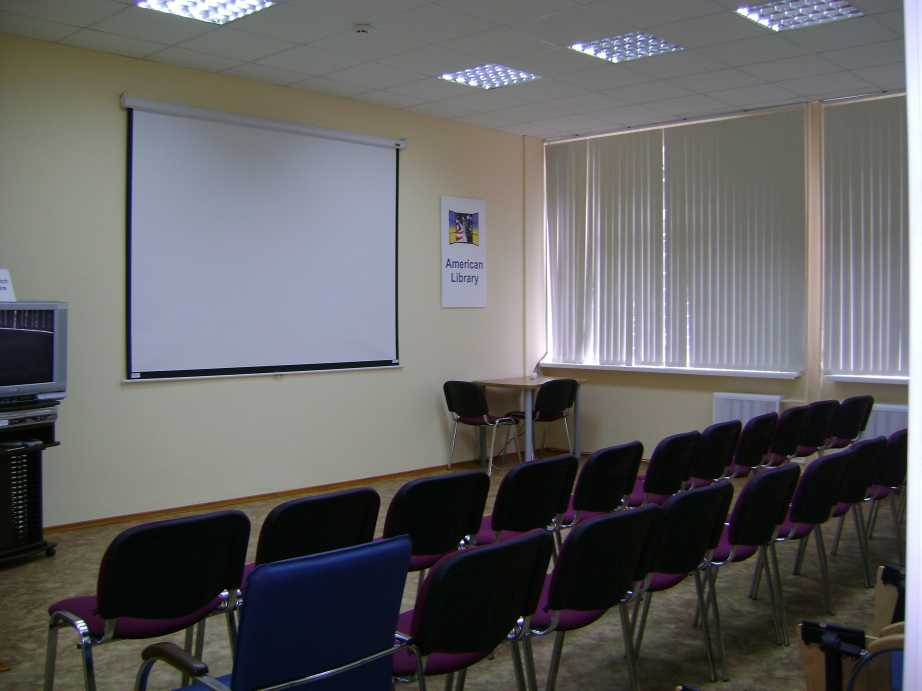
Медіа-кімната Американської бібліотеки НаУКМА

Бібліотека активно співпрацює з Відділом преси, освіти та культури Посольства США в Україні. Завдяки фінансовій підтримці Посольства зібрання бібліотеки регулярно поповнюються новими книжками, журналами та DVD-дисками. Працівники Посольства США та інших американських інституцій беруть активну участь у Кіновечорах по п'ятницях — презентують фільми та проводять їх обговорення, а також у інших програмах бібліотеки. 2009 року завдяки підтримці Відділу преси, освіти та культури Посольства США в Україні Американська бібліотека отримала від Уряду США значний грант на ремонт приміщення та збільшення ресурсів. Повністю оновлена Американська бібліотека стала значно зручнішою, комфортнішою, облаштованою додатковою медіа-кімнатою з сучасним обладнанням для кінопоказів та додатковими комп'ютерними робочими станціями.